# Ферзен, Иван Евстафьевич
Граф (с 1795) Иван Евстафьевич Ферзен (нем. Hans Heinrich von Fersen; 1739—1800) — русский военачальник (генерал от инфантерии), наиболее известный тем, что в битве под Мацеёвицами (1794) разбил и взял в плен Тадеуша Костюшко.

## Биография
Сын статского советника барона Карла-Густава, принадлежит к лифляндской ветви рода Ферзен немецкого происхождения, представители которого в XVIII веке жили частью в России, частью в Швеции.
Начал службу в 1760 году сержантом в артиллерии, в 1762 году был произведён в подпоручики.
В чине подполковника отличился в Русско-турецкой войне 1769—1774 годов и 2 июня 1770 года был награждён орденом Святого Георгия 4-й степени:
За оказанные храбрые и неустрашимые поступки 7 июля 1770 года при реке Ларге и овладение неприятельскими ретранжаментами.
2 октября 1775 года Ферзен был награждён орденом Святого Георгия 3-го класса:
За отличную храбрость, оказанную в разных баталиях: 1770 года сентября 1-го при городе Аккерманне, в 1771 при экспедиции за Дунаем, июля 20-го при взятии неприятельской батареи; в 1773 году в крепости Гирсове и при завладении Гуробалом, того ж года против Силистрии и на марше к городу Шумле.
В 1782 году произведен в чин бригадира. В 1784 году произведён в чин генерал-майора.
Участвовал в военных действиях против шведской армии в Финляндии (1790 год). В день заключения мира, 3 августа 1790 года награждён шпагой с алмазами и 5000 рублей. В 1791 году был произведён в чин генерал-поручика.
Участвовал в Русско-польской войне 1792 года, а затем в подавлении восстания Костюшко в 1794 году (Битва под Мацеёвицами, штурм Праги).
2 ноября 1794 года награждён орденом Св. Георгия 2-го класса:
Во уважение на усердную службу и отличной храбрости, оказанной им 29-го сентября противу мятежников польских, при Мациовице, где он взял главнаго возмутителя Костюшку с чиновниками и пленил всю его артиллерию.
В том же году он участвовал в знаменитом штурме и во взятии Праги (район Варшавы) А. В. Суворовым, который в своем донесении писал о Ферзене:

«Озараясь ещё свежей славой, разбитием главнаго бунтовщика Костюшки и взятием его в плен, совокупил он новые лавры; при всей слабости здоровья, бодрствуя духом, превозмогал он и труды, и опасности, и как распоряжением по своей части, так и мужеством подтвердил известную о нём репутацию».

Посланный преследовать отступавшаго к Кракову польского главнокомандующего Ваврженецкаго, Ферзен 7 ноября при деревне Радочине принудил его сложить оружие, за что именным Высочайшим указом от 1 января 1795 года, возведён, с нисходящим его потомством, в графское Российской империи достоинство.
Павел I, после недолговременной немилости, 24 декабря 1797 года назначил графа Ферзена директором Первого кадетского корпуса. 4 января 1798 года он был произведён в чин генерала от инфантерии, а 24 декабря вышел в отставку.
Поселившись в городе Дубно, граф Ферзен там и умер 16 июля 1800 года.

## Семья
От брака с баронессой Магдалиной-Елизаветой Ребиндер имел сына — графа Карла-Густава (1779—1825). Внук — Павел Карлович Ферзен.

## Награды
- Орден Святого Георгия 4-й степени (27.07.1770)
- Орден Святого Георгия 3-й степени (26.11.1775)
- Орден Святой Анны[1] (22.09.1786)
- Орден Святого Георгия 2-й степени (09.11.1794)
- Орден Святого Александра Невского (28.06.1792)
- Золотая шпага с алмазами (03.08.1790)